# الغواصة الألمانية يو-316
غواصة يو-316 غواصة يو بوت ألمانية من الفئة السابعة سي بنيت لسلاح بحرية ألمانيا النازية كريغسمارينه، في أحواض فليندر فيرك خلال الحرب العالمية الثانية.